# Kak zakalyalas stal (película)
Kak zakalyalas stal (en ruso: Как закалялась сталь, lit. 'Así se templó el acero') es una película dramática soviética de 1942 dirigida por Mark Donskoy.

## Argumento
La película está basada en la novela homónima de Nikolái Ostrovski.

## Reparto

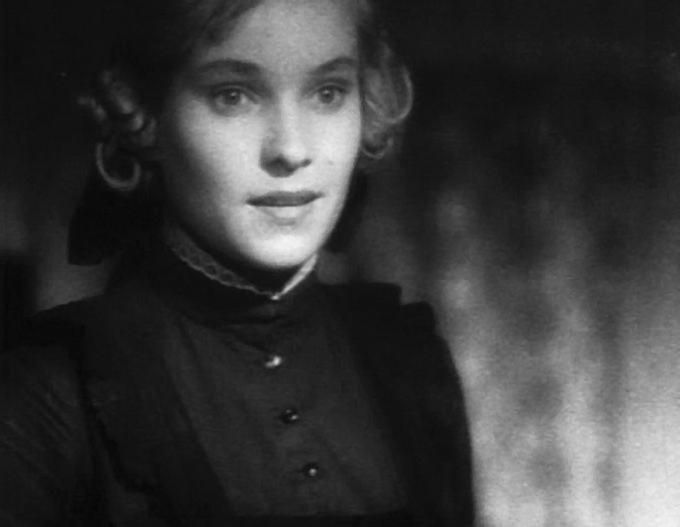
Irina Fedotova como Tonya.

- V. Perest-Petrenko como Pavel Korchagin.
- Irina Fedotova como Tonya.
- Daniil Sagal como Zhukhrai - Marinero.
- Nikolai Bubnov como Artem Korchagin (como N. Bubnov).
- Aleksandr Khvylya como Dolinnik.
- Boris Runge como Serezhka.
- Vladimir Balashov como Víctor Leschinsky.
- Wladyslaw Krasnowiecki como oficial alemán (como V. Krasnovitsky).
- Anton Dunajsky como intérprete ucraniano.
- Nikolái Voloshin.